# Franco Rol
Franco Rol (* 5. Juni 1908 in Turin; † 18. Juni 1977 in Rapallo) war ein italienischer Automobilrennfahrer.

## Karriere
Franco Rol war ein italienischer Aristokrat, der als Herrenfahrer in den 1940er-Jahren mit dem Motorsport begann. Sein Alfa Romeo hatte ein spezielles, kurzes Chassis und Rol führte damit 1948 den Großen Preis von Sizilien an, ehe ihn ein Motorschaden stoppte. 1949 wurde er Dritter bei der Mille Miglia.
1950 kam Rol in die Formel 1. Er wurde Teamkollege von Louis Chiron bei Maserati. Sein Debüt gab er beim Großen Preis von Monaco, wo er in die Startkollision der ersten Runde verwickelt war. Auch die Rennen in Frankreich und Italien gingen für Rol ohne zählbares Ergebnis zu Ende.
1951 wechselte er ins Team von OSCA, bestritt aber nur das Rennen in Monza, das er als Neunter beendete.
1953 endete die Karriere von Franco Rol nach einem schweren Unfall bei einem Straßenrennen auf Sizilien. Rol überlebte einen heftigen Einschlag in einer Mauer mit schweren Verletzungen, konnte wieder vollständig genesen, fuhr aber keine Rennen mehr.

## Statistik

### Statistik in der Automobil-Weltmeisterschaft

#### Gesamtübersicht
| Saison | Team                      | Chassis          | Motor            | Rennen | Siege | Zweiter | Dritter | Poles | schn. Rennrunden | Punkte | WM-Pos. |
| ------ | ------------------------- | ---------------- | ---------------- | ------ | ----- | ------- | ------- | ----- | ---------------- | ------ | ------- |
| 1950   | Officine Alfieri Maserati | Maserati 4CLT/48 | Maserati 1.5 L4s | 3      | −     | −       | −       | −     | −                | −      | NC      |
| 1951   | O.S.C.A.                  | Osca 4500G       | Osca 4.5 V12     | 1      | −     | −       | −       | −     | −                | −      | NC      |
| 1952   | Officine Alfieri Maserati | Maserati A6GCM   | Maserati 2.0 L6  | 1      | −     | −       | −       | −     | −                | −      | NC      |
| Gesamt | Gesamt                    | Gesamt           | Gesamt           | 5      | −     | −       | −       | −     | −                | −      |         |

#### Einzelergebnisse
| Saison | 1   | 2 | 3 | 4 | 5   | 6   | 7   | 8 |
| ------ | --- | - | - | - | --- | --- | --- | - |
| 1950   |     |   |   |   |     |     |     |   |
|        | DNF |   |   |   | DNF | DNF |     |   |
| 1951   |     |   |   |   |     |     |     |   |
|        |     |   |   |   |     | 9   |     |   |
| 1952   |     |   |   |   |     |     |     |   |
|        |     |   |   |   |     |     | DNF |   |

| Legende  | Legende            | Legende                                                          |
| Farbe    | Abkürzung          | Bedeutung                                                        |
| -------- | ------------------ | ---------------------------------------------------------------- |
| Gold     | –                  | Sieg                                                             |
| Silber   | –                  | 2. Platz                                                         |
| Bronze   | –                  | 3. Platz                                                         |
| Grün     | –                  | Platzierung in den Punkten                                       |
| Blau     | –                  | Klassifiziert außerhalb der Punkteränge                          |
| Violett  | DNF                | Rennen nicht beendet (did not finish)                            |
| Violett  | NC                 | nicht klassifiziert (not classified)                             |
| Rot      | DNQ                | nicht qualifiziert (did not qualify)                             |
| Rot      | DNPQ               | in Vorqualifikation gescheitert (did not pre-qualify)            |
| Schwarz  | DSQ                | disqualifiziert (disqualified)                                   |
| Weiß     | DNS                | nicht am Start (did not start)                                   |
| Weiß     | WD                 | zurückgezogen (withdrawn)                                        |
| Hellblau | PO                 | nur am Training teilgenommen (practiced only)                    |
| Hellblau | TD                 | Freitags-Testfahrer (test driver)                                |
| ohne     | DNP                | nicht am Training teilgenommen (did not practice)                |
| ohne     | INJ                | verletzt oder krank (injured)                                    |
| ohne     | EX                 | ausgeschlossen (excluded)                                        |
| ohne     | DNA                | nicht erschienen (did not arrive)                                |
| ohne     | C                  | Rennen abgesagt (cancelled)                                      |
| ohne     | keine WM-Teilnahme |                                                                  |
| sonstige | P/fett             | Pole-Position                                                    |
| sonstige | 1/2/3/4/5/6/7/8    | Punktplatzierung im Sprint-/Qualifikationsrennen                 |
| sonstige | SR/kursiv          | Schnellste Rennrunde                                             |
| sonstige | *                  | nicht im Ziel, aufgrund der zurückgelegten Distanz aber gewertet |
| sonstige | ()                 | Streichresultate                                                 |
| sonstige | unterstrichen      | Führender in der Gesamtwertung                                   |